# Yamaguchi Natsuo
Yamaguchi Natsuo (山口 那津男 (Sơn-Khẩu Na-Tân-Nam)/ やまぐち なつお  sinh ngày 12 tháng 7 năm 1952) là một chính trị gia người Nhật Bản thuộc Đảng Công minh và từng là Nghị viên Tham Nghị viện Nhật Bản.

## Đầu đời
Là người gốc Nakaminato (nay là Hitachinaka), Ibaraki và ông lớn lên ở Hitachi cho đến khi tốt nghiệp trung học phổ thông công lập. Mẹ ông là giáo viên tiểu học. Sau khi tốt nghiệp Đại học Tōkyō với bằng Cử nhân Luật năm 1978, ông trở thành luật sư năm 1982.

## Sự nghiệp chính trị
Ông được bầu vào Chúng Nghị viện lần đầu tiên vào năm 1990. Sau khi mất ghế vào năm 1996, ông đã tranh cử vào Chúng Nghị viện năm 2000 nhưng không thành công. Năm 2001, lần đầu tiên ông được bầu vào Tham Nghị viện. Ông trở thành Lãnh đạo của Đảng Công minh mới vào ngày 8 tháng 9 năm 2009 sau khi đảng chịu thất bại nặng nề trong cuộc Tổng tuyển cử năm 2009. Đảng mất 10 ghế, trong đó có ghế của Lãnh đạo đảng Ōta Akihiro và Tổng thư ký Kitagawa Kazuo. Vào ngày 8 tháng 9 năm 2009, Yamaguchi thay thế Ōta làm Chủ tịch của Đảng Công minh mới.
Nhiệm kỳ lãnh đạo đảng của Yamaguchi kết thúc vào tháng 9 năm 2012 và ông được bổ nhiệm lại mà không được ứng cử thêm hai năm nữa vào ngày 22 tháng 9 năm 2012. Không cần bỏ phiếu vì ông là ứng cử viên duy nhất. Ông tiếp tục lãnh đạo đảng cho đến năm 2024. Năm 2025, ông tuyên bố không tái tranh cử nữa và về hưu.
Yamaguchi đã đứng ra ủng hộ Hệ thống Họ có chọn lọc cho các cặp vợ chồng, cũng như quyền bầu cử cho những người nước ngoài thường trú.

## Cá nhân
- Được biết đến với tính cách ôn hòa. So với các nhà lập pháp Komeito trước đây như người tiền nhiệm Ōta, ông có vẻ ngoài nhẹ nhàng hơn và được coi là nhân tố chính giúp ông được bổ nhiệm làm lãnh đạo. Là một chính trị gia, không phải lúc nào cũng là một lợi thế, và vì tính cách tốt của nó, người ta nói rằng không có kẻ thù mà không có đồng minh xung quanh Nagatacho.[5]
- Biệt danh của những người ủng hộ ông và trên Nico Nico Live là "Natchan."[6] Năm 2001, khi lần đầu tiên tham gia tranh cử vào Tham Nghị viện trong cuộc bầu cử Tham Nghị viện lần thứ 19, ông đã được những người ủng hộ trao cho một huy hiệu kim loại bắt chước Natsumi-kan. Huy hiệu cam mùa hè 2013 của thành viên thứ 23 của Cuộc bầu cử Tham Nghị viện thông thường của các ủy viên hội đồng đã được tổ chức.